# Régiment
Pour les articles homonymes, voir Régiment (homonymie).
 (août 2011).

Symbole standard OTAN APP-6A d'un régiment d'infanterie.

Un régiment est une unité militaire dont l'effectif moyen varie habituellement entre 1 000 et 3 500 soldats, commandés par un officier supérieur du grade de colonel ou de lieutenant-colonel. L'appellation de régiment est surtout utilisée dans les forces terrestres mais parfois également dans certaines forces aériennes ou navales. La majorité des régiments appartiennent à une seule arme : régiments d'infanterie, du génie, de chars (ou régiments blindés), du train, etc. même s'il existe également des régiments interarmes.
Subdivisé en unités élémentaires appelées, suivant l'arme, compagnies, escadrons ou batteries, le régiment peut, suivant le pays ou l'époque, comporter également une subdivision intermédiaire appelée bataillon, escadron ou groupe d'escadrons, groupe d'artillerie, etc.
Toujours en fonction du pays et de l'époque, le régiment peut constituer simultanément une formation administrative et une unité tactique destinée à la manœuvre, comme la plupart des régiments français contemporains ou seulement une formation administrative. Dans ce dernier cas, le régiment est une entité généralement associée à une zone géographique, à une spécialité ou - sous l'Ancien Régime en France par exemple - à une charge vénale et le rôle tactique est assumé par le bataillon.
L'échelon tactique supérieur au régiment (ou au bataillon) est généralement une brigade ou une division.

## France

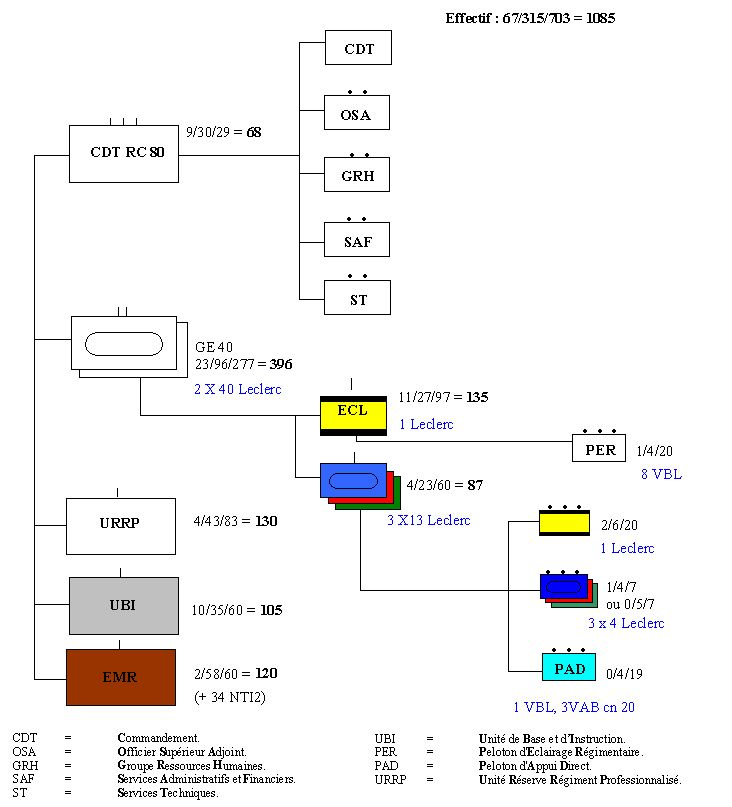
Organigramme du RC 80, modèle de régiment à 80 chars de combat utilisés dans l'arme blindée et cavalerie valable de la fin des années 1990 (3 au 1er septembre 1998) à 2009.

### Accélérateur italien au tournant desXVesiècleetXVIesiècle
Par l'ordonnance du 12 janvier 1509, le roi Louis XII forme les "compagnies régionales", à l'origine de nos régiments. La décision est prise dans l'urgence de la lutte contre la puissance vénitienne, dans le cadre de la ligue de Cambrai, signé le 10 décembre 1508. Loin de bénéficier du soutien promis par l'instigateur du pacte d'union, le pape Jules II, des autres protagonistes, à savoir l'Espagne du rusé Ferdinand d'Aragon et l'Empire de Maximilien, le Royaume de France prend seul l'initiative et remporte la victoire d'Agnadel, le 14 mai 1509, en partie grâce à ces compagnies régionales venues en renfort.
Les guerres d'Italie, à partir de la fin du XVe siècle, ont marqué notre lexique militaire, notamment par l'adoption du terme infanterie, passé avant 1503 par le mot transitoire enffanterie au sens de troupes à pied, de l'ancien italien infanteria. Mais Louis XI, plusieurs décennies auparavant en assurant des revenus de lourdes contributions fiscales nécessaires à l'assurance de la solde, s'efforce déjà de garder une puissante armée permanente, regroupant des troupes mercenaires à pied et à cheval, cultivant diverses spécialités de guerre. Il réunit aussi en 1480 au Camp de Pont-de-l'Arche, entre Évreux et Rouen, des volontaires qui sont formés par des mercenaires suisses connus sous le nom de bandes suisses. Cinq bandes seront ainsi mises sur pied, confiées à des capitaines responsables devant la Justice royale : Normandie, Picardie, Piémont, Navarre et Champagne. 
Les premiers régiments d'infanterie pérennes apparaissent ainsi au XVIe siècle.

### Ancien Régime
Sous le règne de Louis XIII, la possession du drapeau blanc devint le privilège et la marque des corps permanents entretenus et payés sur l'ordinaire. Le nombre de ces régiments fut porté à douze le 15 septembre 1635. Ces corps étaient : les Gardes Françaises, Colonel-Général, Champagne, Piémont, Navarre, Normandie, Bourbonnais, Béarn, Auvergne, Flandre et Guyenne. Les six premiers étaient les « vieux corps », les six autres étaient les « petits vieux ».
De 1610 à 1675, les régiments portèrent le nom de leurs colonels respectifs. La fonction de colonel et celles des capitaines commandant les compagnies étaient des charges vendues ou cédées par le roi à la noblesse. Notons qu'un capitaine était dans la pratique militaire, assimilé et responsable des agissements de ces hommes, alors que les officiers supérieurs, en véritable financier ou ordonnateurs supérieurs, portaient le panache aristocratique.
Ces régiments, jusqu'en 1762, comprennent quatre bataillons de chacun dix-sept compagnies, et généralement une prévôté. Durant l'Ancien Régime, il était courant qu'après un conflit, les régiments soient licenciés à l'exception de la première compagnie. On disait alors que le régiment était réduit à la compagnie de mestre de camp.
À la suite du désastre de la Guerre de Sept Ans, le duc de Choiseul nouveau ministre de la guerre, réduit leur nombre, et en supprimant la vénalité de la charge de capitaine, réduit le nombre de compagnies à neuf par bataillon. En 1776, une nouvelle réforme dédouble les régiments existants qui ont maintenant deux bataillons. La réforme globale, entreprise au sein de l'armée française invente au terme d'une longue réflexion, souvent passée inaperçue, mais bien lisible dans les ministères, la Division militaire, unité autonome et mobile, structurée et durable, véritable force maniable par les généraux qui connaît un usage spectaculaire lors des guerres de la Révolution. 
Un ordre de préséance existait entre les différents régiments de cette période, basé sur leur ancienneté ; on distingue :
- Les « vieux corps » :
  - Les Gardes françaises dissoutes le 1er septembre 1789, drapeau de couleur bleue avec le blason des rois de France,
  - Le Régiment de Picardie qui prend le nom en 1780 de Régiment Colonel-Général, qui devient le 1er RI en 1791, drapeau de couleur rouge,
  - Régiment du Piémont, qui devient le 3e RI en 1791, drapeau de couleur noire,
  - Régiment de Navarre, qui devient le 5e RI en 1791, drapeau de couleur marron (feuille morte),
  - Régiment de Champagne, qui devient le 7e RI en 1791, drapeau de couleur verte,
  - Régiment de Normandie, qui devient le 9e RI en 1791, drapeau de couleur jaune.

Les drapeaux des « vieux corps« comportaient une croix blanche indiquant qu'ils se battaient pour le roi de France. Les quatre carrés des côtés étaient de couleurs uniformes. Après la mort d'Henri IV en 1610, ces régiments furent entretenus par le roi de France de façon permanente.

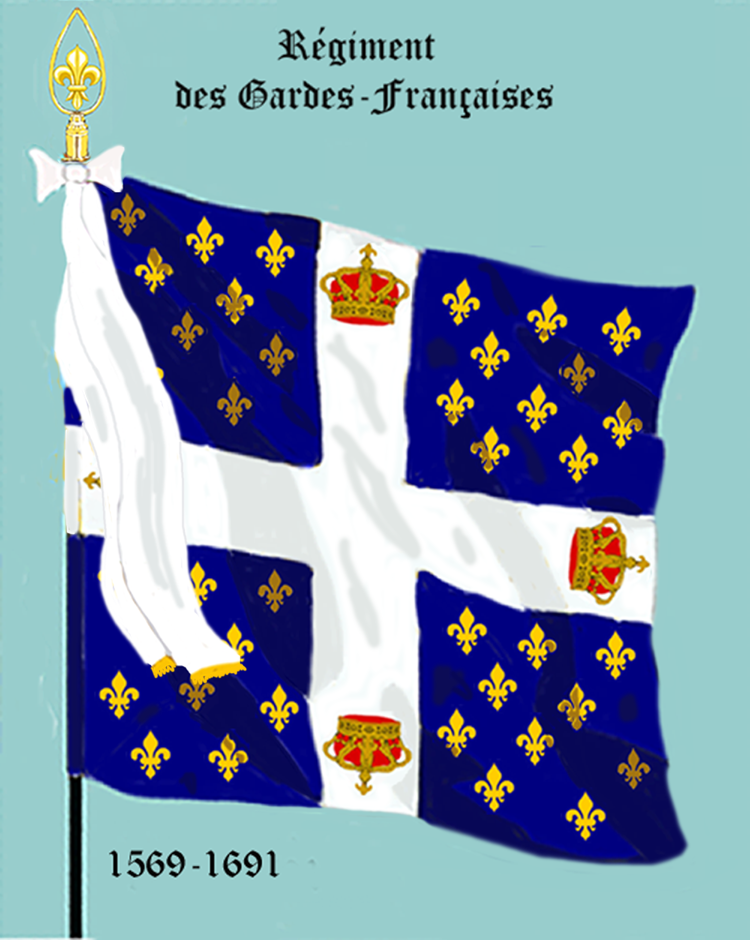
Les Gardes françaises.
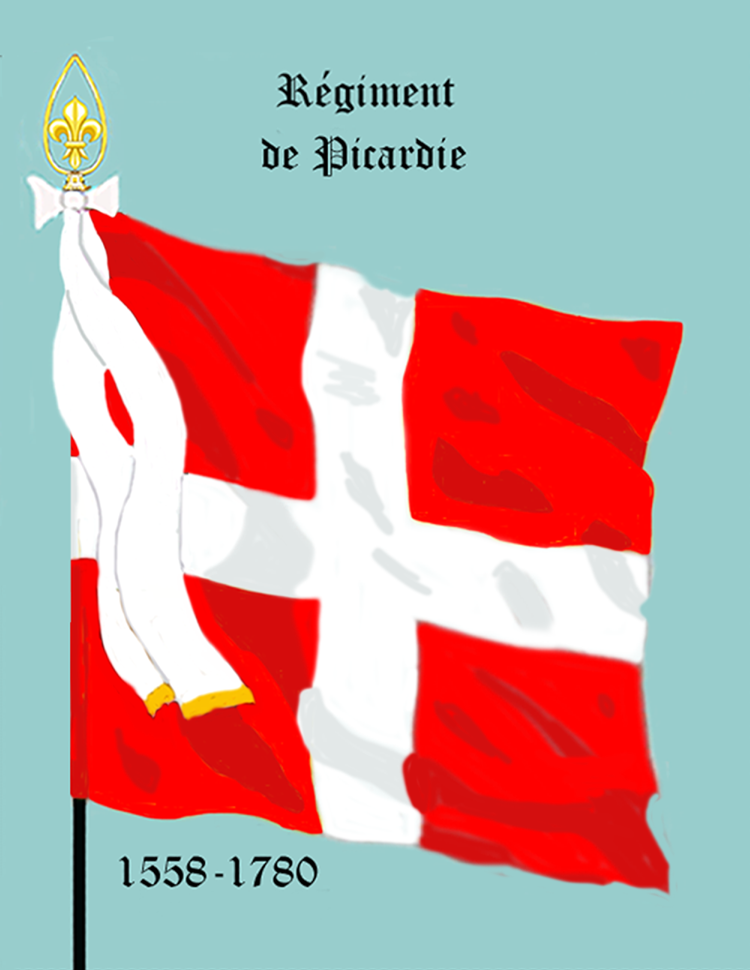
Régiment de Picardie.
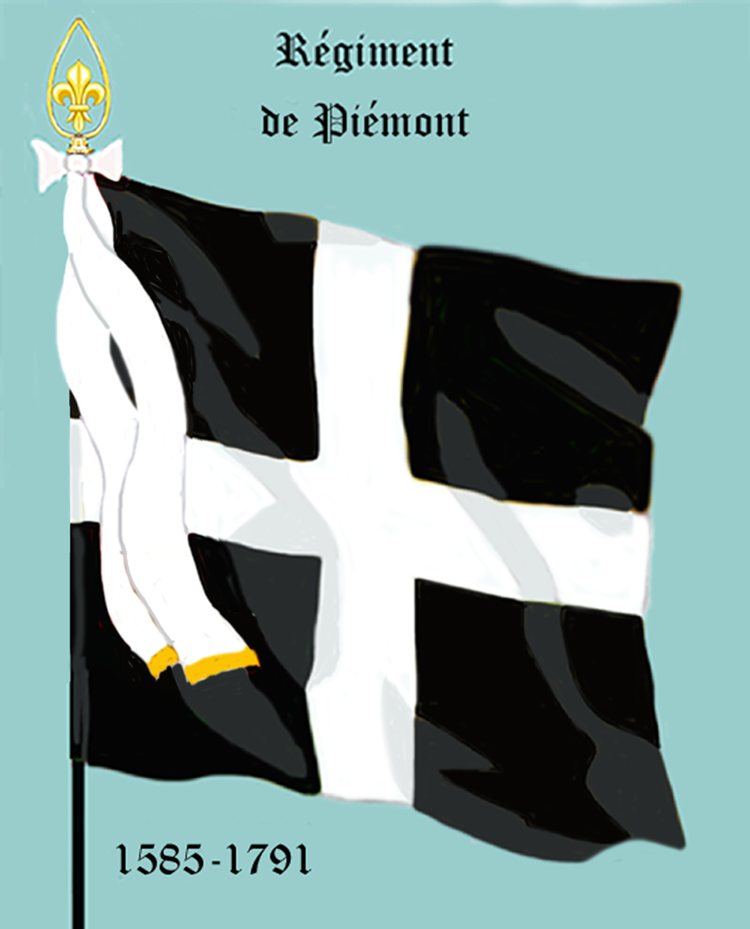
Régiment du Piémont.
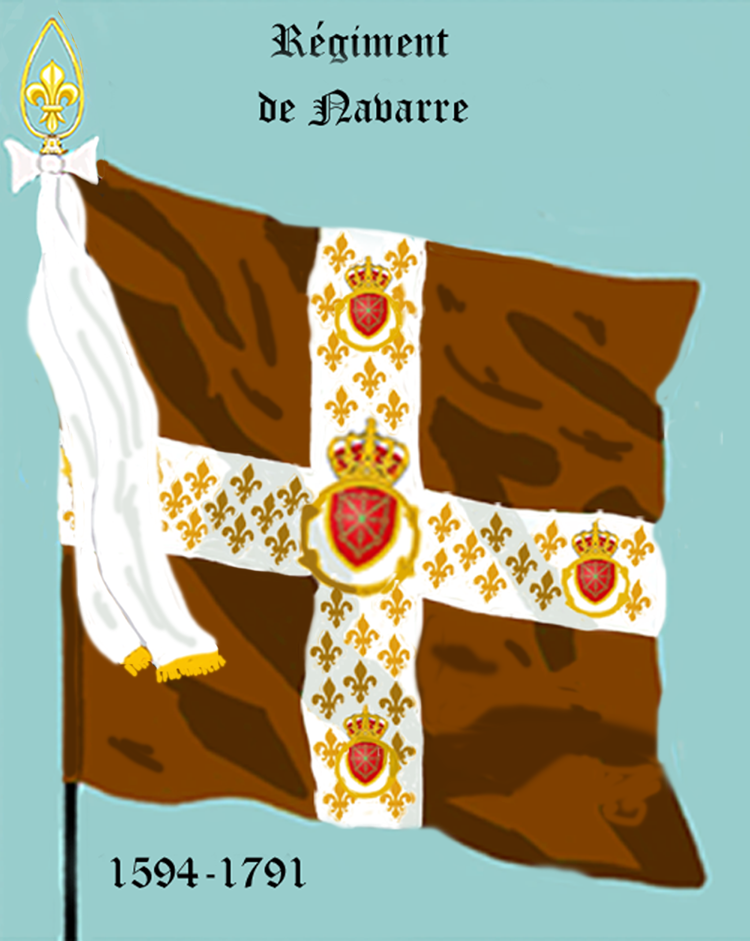
Régiment de Navarre.
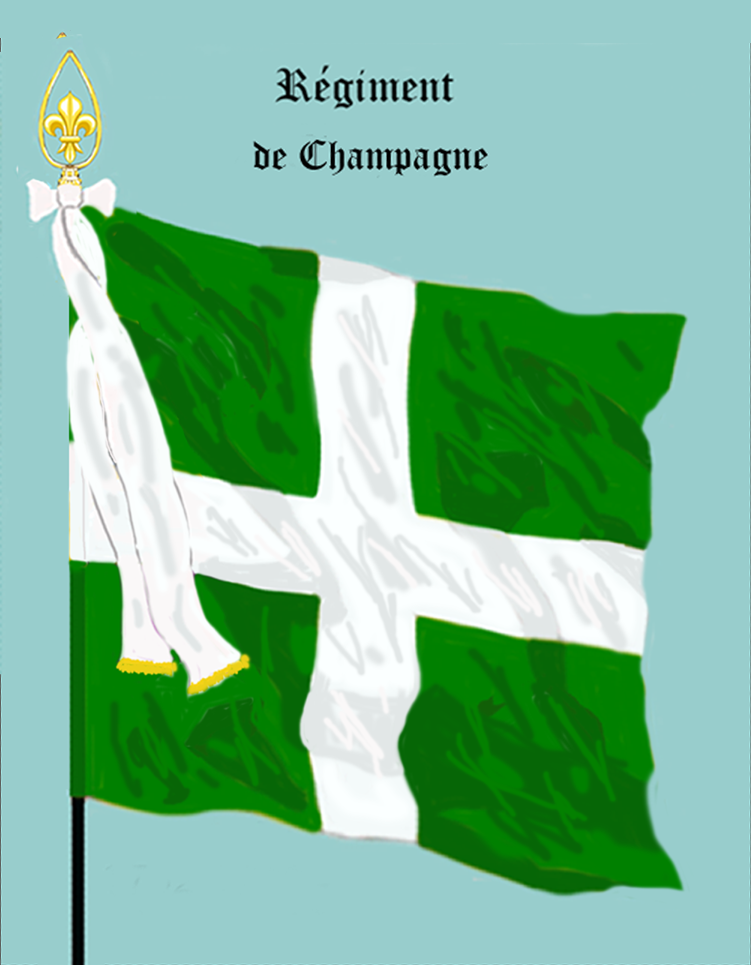
Régiment de Champagne.
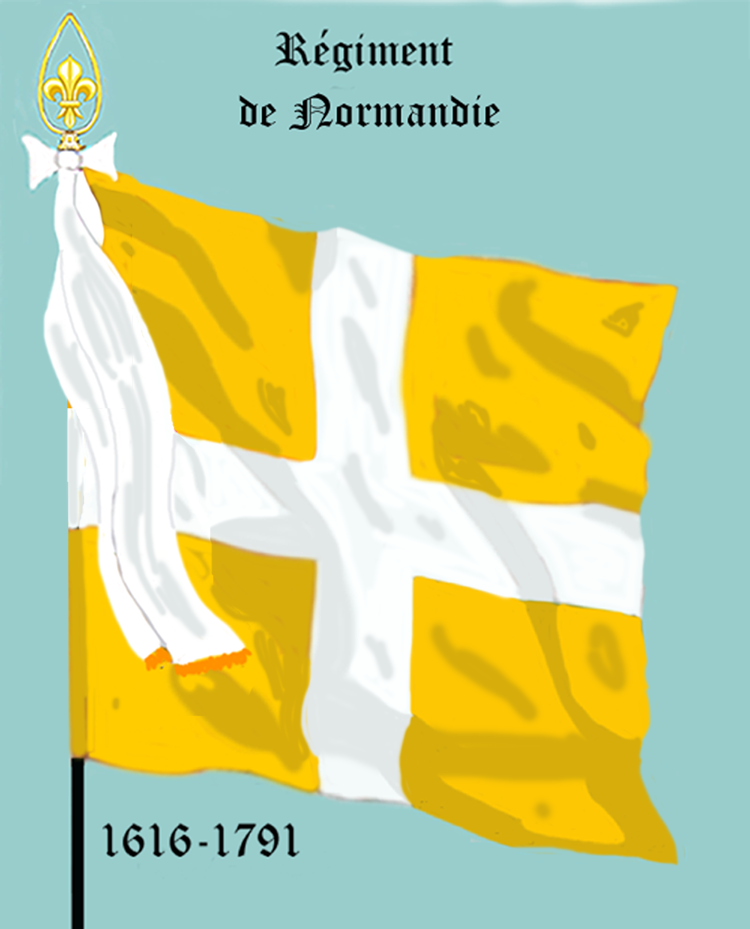
Régiment de Normandie.

- Les « petits vieux » :
  - Régiment de Bourbonnais, qui devient le 13e RI en 1791, drapeau violet et bleu,
  - Régiment de Béarn, qui devient le 15e RI en 1791, drapeau violet et jaune,
  - Régiment d'Auvergne, qui devient le 17e RI en 1791, drapeau violet et noir,
  - Régiment de Flandre, qui devient le 19e RI en 1791, drapeau violet et orange,
  - Régiment de Guyenne, qui devient le 21e RI en 1791, drapeau violet et rouge.

Ces régiments « petits vieux » n'ont pas reçu des drapeaux unicolores comme les « vieux corps », leurs drapeaux étaient composés de deux couleurs, l'une étant le violet pris en raison du deuil suscité par la mort d'Henri IV en 1610.

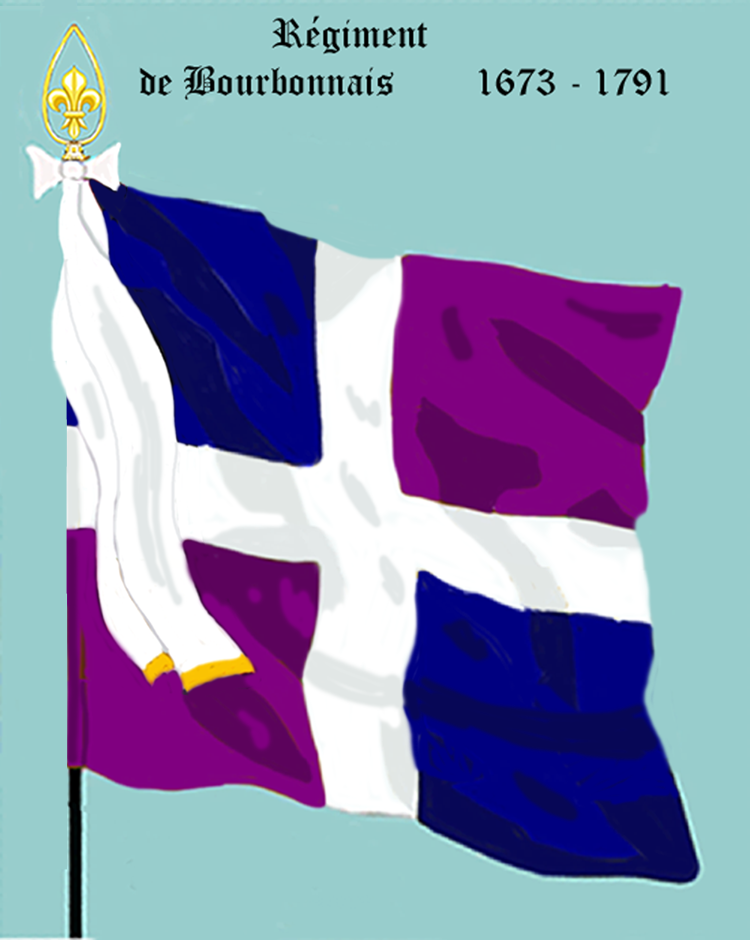
Régiment de Bourbonnais.
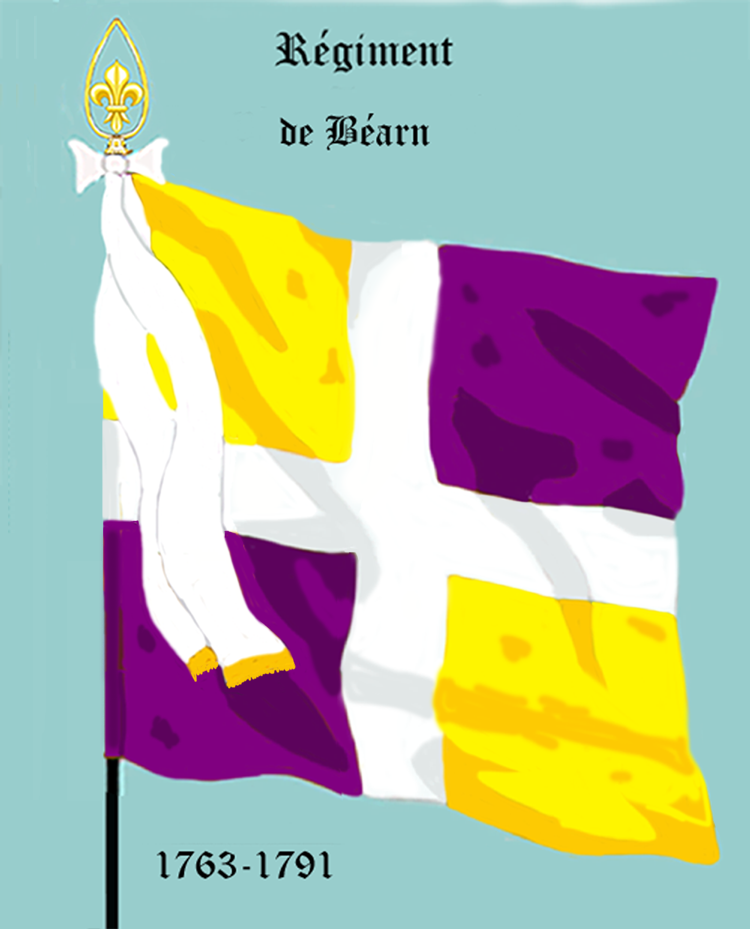
Régiment de Béarn.
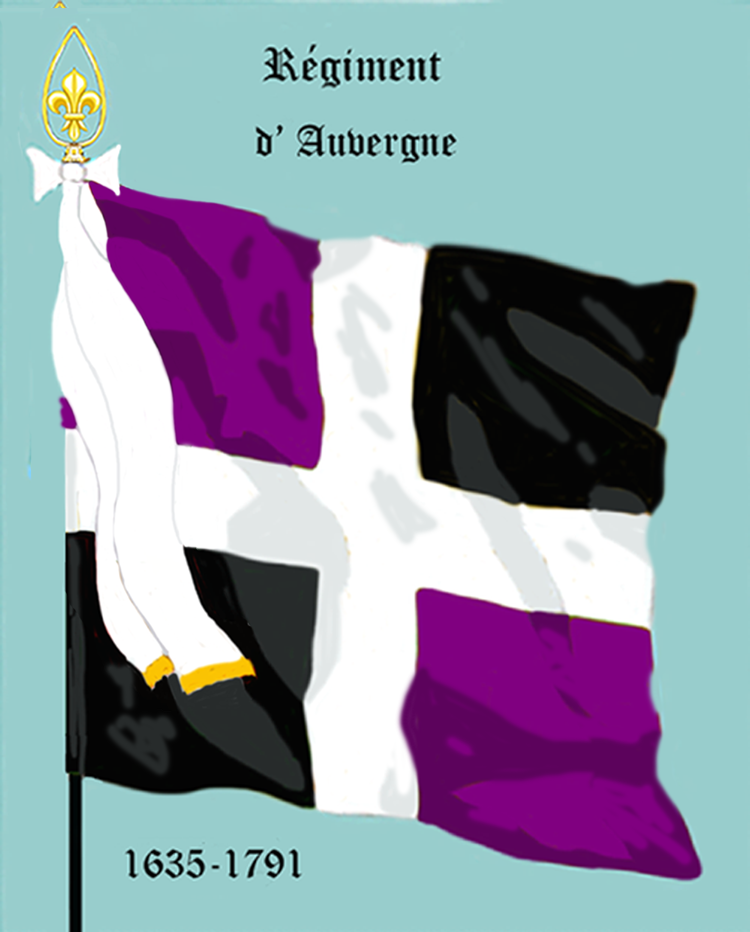
Régiment d'Auvergne.
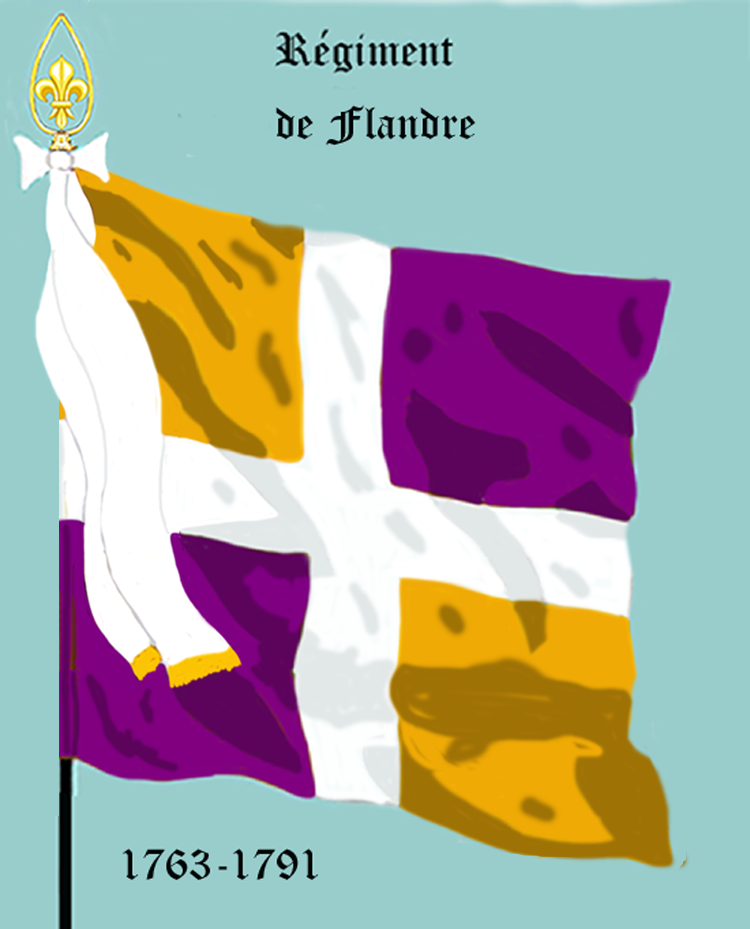
Régiment de Flandre.
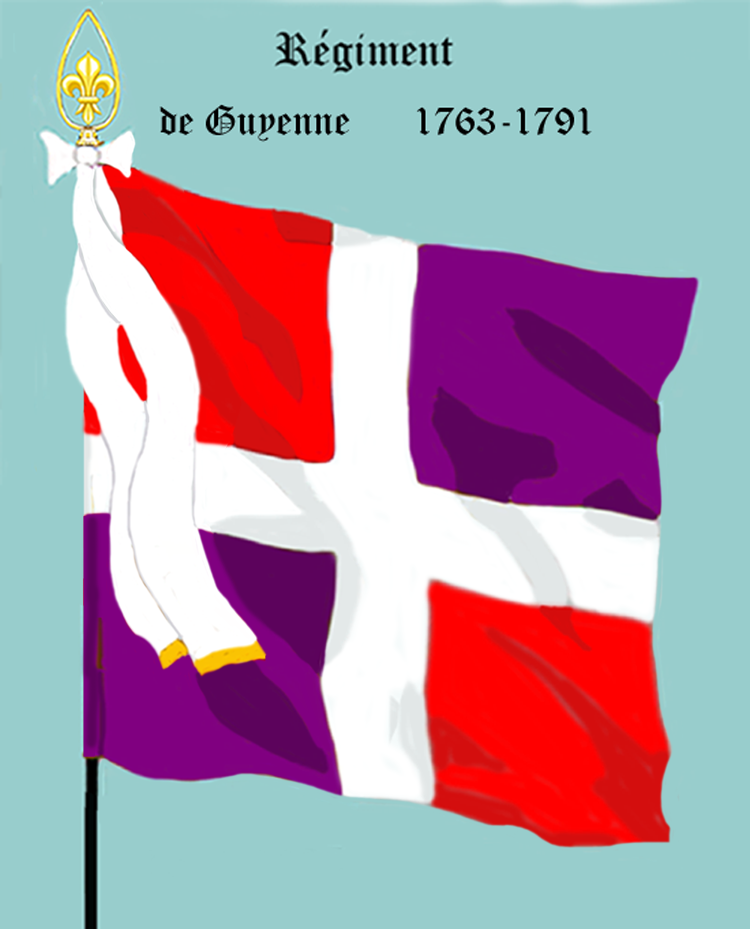
Régiment de Guyenne.

### Révolution et Premier Empire
Par le décret du 18 août 1790, par réaction à l'usage monarchique de nommer les régiments d'après leurs propriétaires, la Constituante substitue aux anciens noms des régiments un numéro d'ordre, basé sur l'ancienneté de celui-ci. Ainsi par l'ordonnance royale du 1er janvier 1791 celle-ci réorganise les corps d'infanterie de l'armée française en 101 régiments, dont 78 français, 12 allemands et irlandais et 11 régiments suisses.
En 1793, pour parfaire la fusion entre l'ex-armée royale et la garde nationale, issue de la levée en masse, on amalgame par la loi de la Convention Nationale du 21 février 1793, à chaque bataillon des régiments blancs, deux bataillons bleus de volontaires, donnant naissance aux demi-brigades de première formation, que l'on confie aux chefs de brigades, issus du rang qui remplacent les officiers supérieurs, dont beaucoup ont émigré. La demi-brigade comporte en outre une compagnie d'artillerie volontaire de six pièces de 4 livres servies par 64 canonniers. Une loi du 7 mai 1795 supprime la moitié de ces pièces.
En 1796, à la suite d'une refonte des effectifs du fait des combats et surtout de la désertion, on regroupe les demi-brigades de première formation dans de nouvelles demi-brigades dites de deuxième formation :
- d'infanterie de ligne qui s'articulent en deux bataillons de combat à sept compagnies de fusiliers et deux d'élite (grenadiers et voltigeurs), et un bataillon de dépôt pour former les nouvelles recrues à quatre compagnies.
- d'infanterie légère qui s'articulent en deux bataillons de combat à sept compagnies de chasseurs et deux d'élite (carabiniers et voltigeurs), et un bataillon de dépôt à quatre compagnies.

La loi du 25 janvier 1798 supprime définitivement l'artillerie régimentaire. Napoléon rétablit en 1803 les anciennes appellations de régiment et de colonel. Le décret impérial du 18 février 1808 fixe un nouveau règlement pour l'infanterie française et une nouvelle organisation pour le régiment d'infanterie, qui tente d'homogénéiser celle-ci. Dans la pratique, cette réforme ne put jamais être menée à terme et deux types d'unités coexistent jusqu'en 1814.
Le régiment d'infanterie, qu'il soit de ligne ou léger, doit comprendre :
- un état-major comprenant 1 colonel, 1 major, 4 chefs de bataillon, 5 adjudants-majors, 1 quartier-maître trésorier, 1 officier payeur, 1 porte-aigle, 1 chirurgien-major, 4 aides-chirurgiens, 5 sous-aides, 10 adjudants sous-officiers, un 2e et 3e porte-aigles, 1 tambour-major, 1 caporal tambour, 8 musiciens, 4 maîtres-ouvriers.
- quatre bataillons de guerre à six compagnies dont deux d'élite (grenadiers, ou carabiniers dans l’infanterie de ligne et voltigeurs) et quatre du centre (fusiliers dans l'infanterie de ligne et chasseurs dans l'infanterie légère). Chaque compagnie comprend 1 capitaine, 1 lieutenant, 1 sous-lieutenant, 1 sergent-major, 4 sergents, 1 caporal-fourrier, 8 caporaux, 121 hommes du rang et 2 tambours, soit 140 hommes.
- un bataillon de dépôt à quatre compagnies.

L'effectif théorique est de 3 970 hommes dont 108 officiers.
Le Premier Consul prescrit, par décret du 1er vendémiaire an XII (24 septembre 1803), une nouvelle réorganisation de l'armée révolutionnaire française ; cette troisième réorganisation de la période révolutionnaire est également connue sous les noms de réorganisation de 1803 ou réorganisation de l'an XII, afin de réorganiser l'infanterie. La demi-brigade prend le nom de régiment.
En 1809, pour essayer de compenser la diminution de valeur de la troupe, un nouveau décret organise une compagnie d'artillerie régimentaire à quatre pièces autrichiennes de 3 livres, 60 artilleurs et 60 hommes du train d'artillerie ; cette réforme, comme l'autre, fut appliquée de façon très inégale.
La campagne de Russie, par ses pertes effroyables, provoque l'apparition de vingt-et-un nouveaux régiments numérotés à partir du numéro 135 jusqu'au 156, issus des cohortes de la garde nationale et l'intégration anticipée des conscrits des classes 1813 et 1814, les Marie-Louises. Malgré leur bravoure et l'habileté de Napoléon Ier, rien ne peut enrayer la marche des troupes de l'Europe coalisée et l'invasion de la France en 1814.
La Première Restauration, par souci de concorde nationale et manque de temps, limite ses réformes à des mesures cosmétiques : renumérotation de régiments, pour éliminer les numéros fantômes, ramenant leur nombre à 90, attribution de noms rappelant la royauté aux dix premiers. Mais, après l'aventure des Cent-Jours, pendant laquelle l'armée s'était très facilement ralliée à Napoléon, la seconde décide le licenciement pur et simple de l'ancienne armée impériale et la création de nouvelles unités appelées légions départementales.

### XIXesiècle
Cette nouvelle armée est de base territoriale, selon les nouvelles lois de conscription de Laurent de Gouvion-Saint-Cyr, chaque département fournit une légion départementale d'infanterie, soit 89, à trois bataillons de recrutement local. Mais cette réforme, qui se veut aussi révolutionnaire que celle de 1793, fait long feu. Les préfets sont incapables de lever les trois bataillons demandés, et dès 1820, les légions départementales redeviennent des régiments recrutés au niveau national et désignés par un numéro. Ils sont de nouveau ventilés entre infanterie de ligne, 64 régiments, et légère, 20 régiments. À ceci s'ajoutent quatre régiments suisses et la légion puis régiment de Hohenlohe. L'arrivée de la Monarchie de Juillet de Louis-Philippe Ier, puis de la Deuxième République apporte une légère augmentation de leur nombre, on passe à 75 régiments de ligne et 25 légers, et surtout l'apparition de nouvelles unités issues de la colonisation de l'Algérie, à savoir deux régiments de zouaves, des bataillons de tirailleurs et une légion étrangère qui forme dès 1835 deux régiments. Parallèlement, le duc d'Orléans crée avant sa mort une nouvelle infanterie légère, les chasseurs à pied qui forment des bataillons non enrégimentés.
Napoléon III en 1854 supprima la distinction entre l'infanterie de ligne et légère, donnant naissance à 100 régiments d'infanterie, ceux de zouaves étaient maintenant au nombre de quatre, auxquels s'ajoutaient trois de tirailleurs algériens et deux de légion étrangère. Ces régiments sont composés de trois bataillons à six compagnies de guerre et une de dépôt.

### La Troisième République
Après la défaite de 1870, l'armée est réorganisée de nouveau, en amalgamant les éléments rentrés de captivité avec l'armée levée en 1871, après la capitulation de Sedan et en 1875, la mise en place du service militaire universel, 144 régiments d'infanterie sont formés, appuyés par 30 bataillons de chasseurs à pied. Ces régiments sont de quatre bataillons de quatre compagnies, mais en 1887, ils sont réorganisés en trois, donnant naissance à 18 régiments supplémentaires, portant le nombre de régiments d'active à 162, puis 163 en 1891 et 173 en 1914.
Chaque régiment reçoit l'ordre de se dédoubler en temps de guerre avec l'apport des réservistes pour donner naissance à un nouveau régiment dont le numéro est augmenté de 200. À la suite de l'appel des réservistes en 1914, c'est avec ces structures que la France aborde la Première Guerre mondiale. Seuls quelques régiments supplémentaires sont créés pendant la guerre en 1915 (174e, 175e et 176e RI puis du 401e au 421e), alors que d'autres régiments ont disparu après de lourdes pertes même en 1916, l'apport en nouveaux conscrits ne pouvant compenser les pertes.
On appelle portion principale le régiment actif, avec le colonel et son état-major, c'est-à-dire la partie qui part en campagne sous les ordres du chef de corps. On appelle portion centrale le dépôt qui s'occupe de l'administration et de l'intendance.
Ex. : Le 361e Régiment d'Infanterie, régiment de réserve du 161e R.I, devait aux termes du journal de mobilisation se constituer à Reims à la caserne Colbert, lieu de repliement, pour la mobilisation du régiment dont la portion principale était à Saint-Mihiel. Le 2 août 1914, alors que le régiment actif va prendre ses emplacements de couverture, le 361e R.I. se forme et se mobilise à Reims, où fonctionne le dépôt dès les premiers jours de la mobilisation.
En 1935, par décret, on réorganise la responsabilité en donnant aux chefs de corps, commandants une formation administrative, la responsabilité de l'administration de leur formation.

### Régiment de marche
Généralement, une unité est dite « de marche » lorsqu'elle est formée à partir d'éléments d'autres unités ; en pratique, cela résulte le plus souvent de pertes trop lourdes dans les unités d'origine, mais cela peut aussi résulter d'un ralliement local d'unités plus petites. Le terme « marche » désigne une unité qui est formée pour un temps limité. En général, pour la durée de la campagne : 
- en 1870, la plupart des régiments ont été faits prisonniers. La République a alors créé des unités de marche reprenant le nom des régiments anéantis. Exemple dans l’armée de la Loire, le 53e de marche ;

- en 1914, la 32e DI a été anéantie à la bataille de Morhange. Les régiments ayant eu trop de tués et ne pouvant manœuvrer en tant qu'unité constituée, on a formé un régiment de marche avec les survivants du 53e régiment d’infanterie et du 143e régiment d’infanterie, jusqu'à l'arrivée de renforts ;

- les régiments de zouaves étaient constitués de trois bataillons. À la déclaration de guerre, un des bataillons est entré dans la composition des régiments mixtes de zouaves et tirailleurs et on a ajouté un bataillon de réservistes. Ceci a créé les régiments de marche de zouaves pour la durée de la guerre ;

- les régiments d'infanterie de 401 à 421 sont des régiments de marche tout comme les 2 régiments de marche d'Afrique composé d'un bataillon de zouaves, un de tirailleurs et un de légionnaires.

Les régiments de marche sont normalement dissous à l'issue de leur mission, mais il existe des exceptions à la durée de vie plus longue, tels le Régiment de marche de la Légion étrangère ou le Régiment de marche du Tchad.

## États-Unis d'Amérique

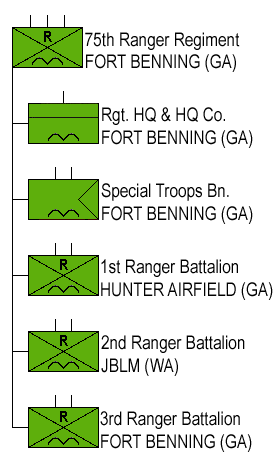
Organigramme du de Rangers en 2008.